# Червоний 2G
Червоний 2G (англ.  Red 2G) — синтетичний червоний барвник, азосполука, зареєстрований як харчовий додаток E128. Розчинний у воді.
В Україні барвника немає в переліку дозволених харчових добавок